# 용암초등학교 (부산)
용암초등학교(龍岩初等學校)는 대한민국 부산광역시 기장군 기장읍 대변리(大邊里)에 있는 공립 초등학교이다. 원래는 대변초등학교(大邊初等學校)였으나, 교명의 어감이 좋지 않아 2018년 3월 1일부터 대변항의 옛 지명 가운데 하나인 용암(龍岩)마을에서 이름을 따서 교명을 바꾸었다.

## 학교 연혁
- 1969년 1월 28일: 토평국민학교로 설립인가
- 1972년 3월 2일: 대변국민학교 교명변경
- 1990년 8월 31일: 본관 과학실 개축
- 1996년 3월 1일: 대변초등학교로 개칭인가
- 1999년 1월 17일: 강당(목련관) 준공
- 2007년 3월 24일: 제4회 입학거행(924명 입학식)
- 2016년 3월 3일: 제9회 입학거행(921명 입학)
- 2018년 3월 1일: 용암초등학교로 교명인가
- 2021년 2월 24일: 제24회 졸업식(남 921명, 여 124명 총 누계 3,926명)

## 소장 문화재
기장 척화비는 원래 대변항 방파제 안쪽의 동해 바다가 굽어보이는 곳에 세워져 있었다. 일제 강점기에 항을 넓히면서 일본인에 의해 뽑혀 바다 속에 버려졌던 것을 해방 후 다시 건져내었는데, 현재는 용암초등학교 내에 세워져 있다.

## 같이 보기
- 대변항
- 척화비

## 참고 자료
- 용암초등학교 - 한국교육학술정보원 학교알리미